# Deep Space Industries
Deep Space Industries, in sigla DSI (in italiano: Industrie dello spazio profondo) è stata un'impresa americana attiva nel settore dell'industria mineraria spaziale. Venne fondata da David Gump, in precedenza come Transformational Space Corporation and Astrobotic Technology il 22 gennaio 2013.
La prima navetta spaziale proposta fu la Firefly, in grado di trasportare 25 kg e progettata per la ricerca di asteroidi candidabili all'estrazione mineraria. Costruita usando componenti CubeSat poco costosi, FireFly fu progettata per volare nel 2015, condividendo i razzi usati per le comunicazioni satellitari più grandi per ridurre i costi. La seconda navetta pianificata fu la DragonFly la cui partenza venne programmata per il 2016 per portare circa 150 kg di materiale da un asteroide sulla Terra.
Dal 2013 DSI operò con l'obbiettivo di dare inizio all'attività mineraria sugli asteroidi per metalli e acqua e la possibilità di stabilire reti di comunicazioni capaci di spedire informazioni sul pianeta e impianti di energia solare spaziali. Per aiutare il processo di estrazione del metallo dagli asteroidi l'azienda sviluppò una stampante 3d, chiamata MicroGravity Foundry (fonderia microgravitazionale), che avrebbe dovuto produrre componenti in metallo ad alta densità e in assenza di gravità.
Nel gennaio del 2019 Deep Space Industries venne stata acquisita da Bradford Space.

## Veicoli spaziali
DSI, sotto il marchio Bradford Space Inc., sta lavorando ad una serie di veicoli spaziali per sviluppare tecnologie di cui ha bisogno per le operazioni con gli asteroidi con parziale supporto finanziario del Governo del Lussemburgo:
- Prospector-X è un satellite miniaturizzato sperimentale in sviluppo progettato per essere lanciato nel 2017;[5]
- Prospector-1 è un lander per atterrare su asteroidi e studiarne la composizione, è stato progettato per essere lanciato tra il 2019 e il 2022.[4][5]